# Traité de Vienne (1738)
Pour les articles homonymes, voir Traité de Vienne.
Le traité de Vienne de 1738 signé le 18 novembre 1738 entre l'Autriche et la France met fin entre ces deux pays à la guerre de Succession de Pologne. Il comporte plusieurs dispositions dynastiques, qui modifient la carte politique de l'Europe et assurent un nouvel équilibre entre les deux puissances.

## Processus diplomatique
Des préliminaires de paix sont signés à Vienne dès novembre 1735, trois ans avant le traité final, entre la France de Louis XV et l'empereur Charles VI, chef de la maison de Habsbourg, archiduc d'Autriche, roi de Hongrie et de Bohême. 
Ces articles préliminaires sont suivis d'une convention d'application, signée à Vienne le 28 août 1736, relative aux modalités de la cession du Barrois et de la Lorraine, acceptée par une déclaration de François III de Lorraine du 13 décembre 1736. 
En contrepartie, Louis XV reconnaît la Pragmatique Sanction, par laquelle, en 1713, Charles VI avait établi qu'en l'absence d'un fils, le patrimoine de la maison de Habsbourg reviendrait à sa fille aînée. En 1736, celle-ci, l'archiduchesse Marie-Thérèse, épouse François III.

## Contenu du traité
- L'Électeur de Saxe, devenu en 1733 roi de Pologne sous le nom d'Auguste III, est maintenu sur le trône de Pologne, son rival Stanislas Leszczyński, aussi élu en 1733, abandonnant toutes ses prétentions, tout en conservant le titre de roi de Pologne.
- En dédommagement, Stanislas reçoit les duchés de Lorraine et Bar à titre viager ; à sa mort, ils seront réunis au royaume de France (ce qui surviendra en 1766).
- François III abandonne ses droits sur les duchés de Lorraine et de Bar et se voit offrir en échange le grand-duché de Toscane. En tant qu'époux de Marie-Thérèse, il pourra accéder au trône impérial (accès cependant  conditionné par une élection). François conserve quelques territoires mineurs en Rhénanie : les comtés de Falkenstein (près du Mont Tonnerre), de Sarrewerden, de Zutphen. Parmi ses titres lorrains désormais honorifiques, il conserve celui de marquis de Nomeny qui lui donne un rang princier et le droit de siéger aux Diètes d'Empire[3].
- Don Carlos, fils de Philippe V d'Espagne et d'Élisabeth Farnèse, renonce à la Toscane et reçoit en échange les royaumes de Naples et de Sicile que lui cède l'Empereur : don Carlos devient ainsi roi de Naples et de Sicile et inaugure la dynastie des Bourbons de Naples.
- Le roi de Sardaigne obtient Novare et une partie du duché de Milan.
- Enfin, Elisabeth de Bourbon, fille aînée de Louis XV, épouse Philippe Ier, duc de Parme, frère de don Carlos : c'est le rétablissement de l'alliance dynastique entre la France et l'Espagne.

## Application
La convention de 1736 est appliquée dès que possible, avant même le traité final, puisque Stanislas Leszczynski prend possession des duchés de Bar et de Lorraine dès mars 1737.
François III devient grand-duc de Toscane à la mort de Jean-Gaston de Médicis en juillet 1737.
En ce qui concerne la succession au trône impérial, il faudra un nouveau conflit, la guerre de Succession d'Autriche (1740-1748), pour que François III puisse être élu empereur en 1745 sous le nom de François 1er .